# Султанка жовтодзьоба
Султанка жовтодзьоба (Porphyrio flavirostris) — невеликий птах родини пастушкових.

## Поширення
Мешкає в Аргентині, Болівії, Бразилії, Колумбії, Еквадорі, Французькій Гвінеї, Гаяні, Парагваї, Перу, Суринамі, Тринідад і Тобаго, США, і Венесуелі.

## Зовнішній вигляд
У цього птаха тьмяний жовто-зелений дзьоб. Пір'я на крилах зелено-сині, а на спині більше коричневе.

## Спосіб життя
Населяють прісноводні болота з густою рослинністю та околиці болотистих річок та озер. Живляться безхребетними, комахами та насінням.

## Розмноження
Гніздо влаштовує в густих заростях болотних. У кладці 4—5 яєць. насиджують кладку обидва батьки.